# Źródło Młodości w Tarnowskich Górach
Źródło Młodości, Źródełko Młodości, Zdrzódło Repecke – źródło krasowe z ozdobną obudową w formie zabytkowej kapliczki i specjalnie ukształtowanym otoczeniem, wypływające na powierzchnię na Garbie Tarnogórskim w Reptach Śląskich, dzielnicy Tarnowskich Gór. Zasila Dramę poprzez Rów Repecki, który jest jednym ze źródłowym dopływów tej rzeki.
Obiekt zlokalizowany jest w południowo-zachodniej części miasta, w dzielnicy Repty Śląskie, u zbiegu ulic: Księdza Henryka Renka oraz Jana Waliski. W pobliżu przebiega również ul. Wincentego Witosa – droga powiatowa nr 3221S powiatu tarnogórskiego. Obok zabytku znajduje się końcowy przystanek autobusowy Repty Śląskie Witosa linii 289, umożliwiającej dojazd z centrum miasta.
Woda ze skał dolomitowych w tym miejscu wybijać ma, według przekazów mieszkańców, od „niepamiętnych czasów”. Nie jest jasne pochodzenie jego nazwy, niemniej istotne są niezwykłe walory smakowe jego wód, od dziesięcioleci przyciągające mieszkańców okolicznych miejscowości. Pierwotnie źródło było tylko wypływem wód podziemnych, dającym początek jednemu z cieków źródłowych rzeki Dramy. W 1969 roku nowo utworzone repeckie koło terenowe Stowarzyszenia Miłośników Ziemi Tarnogórskiej podjęło się uporządkowania źródła i jego otoczenia. Prace zakończono po pięciu latach, w 1974 roku. Do obudowania źródła wykorzystano kamienie graniczne z polsko-niemieckiej granicy z okresu międzywojennego, a także fragmenty kamieniarki rozebranego repeckiego pałacu Krafta von Donnersmarcka. Wypływ części wody ujęto trzema kranami w kształcie lwich głów.
Większość źródlanej wody spływa kamiennym kanałem do Dramy. Nad wlotem do przelewu wody płynącej ze źródła wmurowano w ścianę oporową kamienny ozdobny szczyt o trójkątnym zwieńczeniu, z dwiema dużymi kamiennymi muszlami po bokach (istnieją do dziś). W szczycie znajdowała się okrągła brązowa plakieta ze starym, trójdzielnym herbem Rept, a pod nim dwie wąskie tablice z napisem ZDRZÓDŁO REPECKE. Ozdoby te zostały skradzione po 2006 roku.
W 1999 roku przeprowadzono prace renowacyjne polegające na wybrukowaniu terenu wokół źródła, zmianie zadaszenia oraz ustawieniu nowych ławeczek. Obok dotychczasowej funkcji zdroju, obiekt stał się również kapliczką. Podczas uroczystości, które odbyły się 31 maja 1999 roku, umieszczono w niej figurkę Matki Bożej Ubogich, którą z sanktuarium w belgijskim
Banneux w Ardenach przywiozła rodzina Wojtasów.

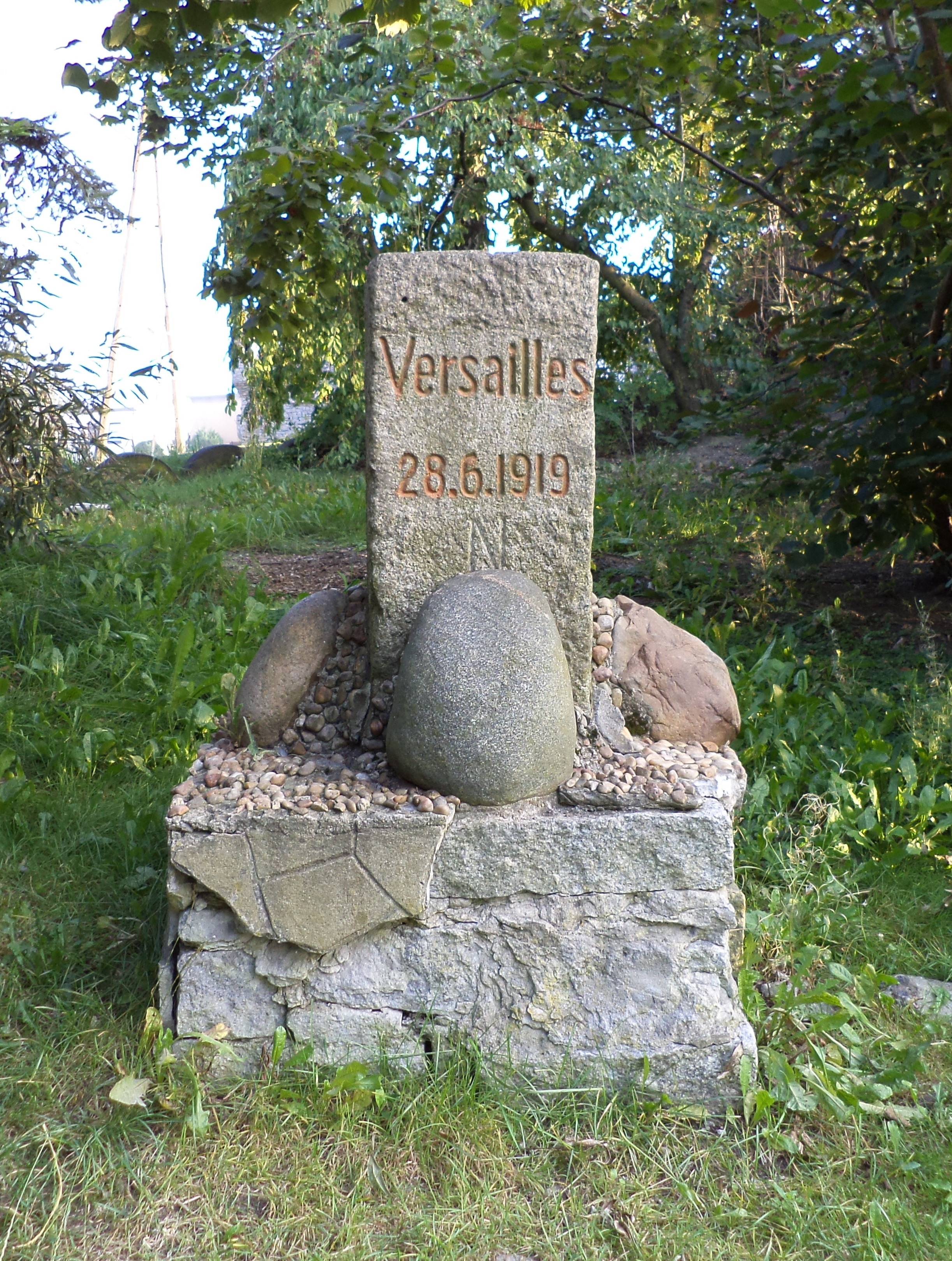
Kamień graniczny w Reptach Śląskich

Źródło Młodości jest jednym z dwóch ostatnich – obok Paulsbornu zlokalizowanego na terenie Kolonii Lasowice – czynnych źródeł w południowej części miasta; większość z nich zanikła w wyniku obniżenia wód gruntowych wskutek działalności Głębokiej Sztolni „Fryderyk”. Źródło Repeckie powiązane jest z lokalnym systemem krążenia infiltrujących wód opadowych, a jego wydajność wynosi 0,8 dm³/s. W jego wodzie mało jest wapnia, przekroczony jest za to dopuszczalny poziom zanieczyszczenia azotanami (przenikającymi głównie z okolicznych pól), stąd nie zaleca się jej spożywania.
W pobliżu źródła stoi pomnik – ustawiony na niewielkim kamiennym cokole międzywojenny znak graniczny (granitowy słup) z wyrytą inskrypcją Versailles 28.6.1919 odnoszącą się do traktatu wersalskiego oraz literami P i D oznaczającymi Polskę i Niemcy (Deutschland) po bokach. Podobnie jak kamienie z obudowy źródła, pochodzi on z dawnej granicy polsko-niemieckiej; prawdopodobnie z jej odcinka między Reptami a Stolarzowicami lub Ptakowicami.
Zarówno źródło, wraz z obudową i kapliczką z figurą MB Ubogich, jak i pobliski pomnik figurują w gminnej ewidencji zabytków miasta Tarnowskie Góry.
Nieopodal źródła przebiega  Szlak Husarii Polskiej oraz  Szlak Powstańców Śląskich.
4 grudnia 2019 roku z okazji Barbórki w pobliżu Źródła Młodości odsłonięto rzeźbę gwarka będącą kopią jednej z rzeźb Alojzego Niedbały, artysty ludowego z Bobrownik Śląskich. W 2022 roku Źródełko ponownie przeszło kompleksową renowację.